# Hamapatch
HamaPatch est un logiciel de modélisation 3D japonais gratuit, codé en C++ qui reprend le principe de sPatch. Les objets construits sont constitués par assemblage de portions de surface (patchs) délimités par des courbes splines 3D.
Il permet entre autres d'exporter des scènes vers POV-Ray ou MegaPOV.